# بارسق شاهباز
بارسق شاهباز (انگلیسی: Parsegh Shahbaz؛ زاده ژوئن ۱۸۸۳ - درگذشته ۱۹۱۵) یک وکیل، کنشگر سیاسی، روزنامه‌نگار و ستون‌نویس اهل مردم ارمنی بود که در جریان نسل‌کشی ارمنی‌ها توسط حکومت ترکان جوان عثمانی کشته شد. وی از اعضای حزب فدراسیون انقلابی ارمنی بود.
وی در کالج موراد-رافائلیان واقع در صومعه ارمنی جزیره سن لازار تحصیل نمود.